# Juan Carlos Domínguez Domínguez
Juan Carlos Domínguez Domínguez (Íscar, 13 d'abril de 1971) és un ciclista espanyol, ja retirat, que fou professional entre 1995 i 2006.
Durant la seva carrera esportiva aconseguí nombroses victòries en carreres d'una setmana, com ara la Volta a la Comunitat Valenciana, la Volta a Múrcia, la Setmana Catalana o la Volta a Astúries, entre d'altres. També guanyà una etapa al Giro d'Itàlia, victòria que li serví per vestir la maglia rosa durant una etapa. El 2000 va prendre part als Jocs Olímpics d'Estiu de Sydney.
El final de la seva carrera esportiva va estar marcat per una caiguda durant el Circuit de La Sarthe de 2006 que li provocà una fractura de clavícula, i la impossibilitat de participar en l'Eneco Tour del mateix any per tenir una taxa d'hematòcrit massa elevada.
La seva filla, Estela Domínguez, jove promesa del ciclisme espanyol, morí atropellada per un camió el 9 de febrer de 2023.

## Palmarès
- 1994
  - 1r al Gran Premi Capodarco
  - 1r a la Santikutz Klasika
- 1997
  - 1r a la Volta a la Comunitat Valenciana
  - 1r a la Volta a Múrcia i vencedor d'una etapa
  - 1r a la Setmana Catalana i vencedor d'una etapa
- 1998
  - 1r a la Clàssica d'Alcobendas
  - Vencedor d'una etapa de la Volta a la Rioja
- 1999
  - 1r a la Volta a la Rioja i vencedor d'una etapa
  - 1r a la Volta a Aragó i vencedor d'una etapa
  - 1r a la Clàssica d'Alcobendas
  - Vencedor d'una etapa de la Volta a Astúries
- 2001
  - 1r a la Volta a Aragó i vencedor d'una etapa
  - 1r a la Volta a Astúries i vencedor d'una etapa
  - 1r a l'Euskal Bizikleta
- 2002
  - Vencedor d'una etapa de la Setmana Catalana
  - Vencedor d'una etapa del Giro d'Itàlia
- 2003
  - Vencedor d'una etapa al Tour de Picardia
- 2004
  - 1r a la Volta a Andalusia i vencedor d'una etapa
- 2005
  - 1r a la Volta a Burgos i vencedor d'una etapa

### Resultats a la Volta a Espanya
- 1995. 65è de la classificació general
- 1996. 72è de la classificació general
- 1997. 18è de la classificació general
- 1998. Abandona
- 2001. 121è de la classificació general
- 2002. 93è de la classificació general
- 2003. Abandona (8a etapa)
- 2004. Abandona (12a etapa)

### Resultats al Giro d'Itàlia
- 1998. 45è de la classificació general
- 2000. Abandona (8a etapa)
- 2002. 45è de la classificació general. Vencedor d'una etapa
- 2004. Abandona (8a etapa)